# Блэкберн, Марша
Марша Блэкберн (англ. Marsha Blackburn, род. 6 июня 1952) — американский политик, представляющая Республиканскую партию. Блэкберн была сенатором штата с 1999 по 2003 год. Член Палаты представителей от 7-го избирательного округа Теннесси с 3 января 2003 года. Сенатор от штата Теннесси (с 2019).
6 ноября 2018 года она стала первой женщиной, избранной в Сенат США от штата Теннесси, победив бывшего губернатора Теннесси — демократа Фила Бредисена. Она заняла пост старшего сенатора штата в январе 2021 года, когда уходящий в отставку сенатор Александр Ламар ушел в отставку. Блэкберн, сторонница движения «Чайная партия», является стойким консерватором и сторонником Дональда Трампа.

## Биография
Окончила Университет штата Миссисипи. Сенатор штата Теннесси с 1999 по 2003 год.
В октябре 2017 года, после отказа действующего сенатора Боба Коркера от переизбрания на третий срок, Блэкберн объявила об участии в сенатских выборах в 2018 году. На них она одержала победу, победив бывшего губернатора Теннесси демократа Фила Бредисена.
В апреле 2018 года Блэкберн подписала письмо, официально выдвигающее Дональда Трампа на Нобелевскую премию мира.
Блэкберн замужем, у пары двое детей.

### Дональд Трамп
В ноябре 2016 года Блэкберн присоединилась к переходной команде Трампа в качестве заместителя председателя. Она была его стойким сторонником: поддерживала большинство его политических решений и предложений. Блэкберн выдвинула Трампа на Нобелевскую премию мира за его переговоры с Северной Кореей. Vox предположил, что связи Блэкберн с Трампом, который выиграл Теннесси на выборах 2016 года с 26 очками, помогли повысить ее кандидатуру в Сенат. 
Во время первого судебного разбирательства по делу об импичменте Трампа в Сенате Блэкберн покинул зал для телеинтервью. Она также привлекла внимание, читая книгу во время судебного разбирательства. Во время судебного процесса Блэкберн написал в Твиттере о подполковнике Виндмане, назвав его непатриотичным за то, что он якобы «ругает и высмеивает» Соединенные Штаты перед Россией. В ноябре 2019 года хэштег #MoscowMarcia стал популярным в Твиттере после того, как Блэкберн опубликовала в своем аккаунте в Твиттере клевету на Виндмана. В своем посте она написала: «Мстительный Виндман — куратор осведомителя». Твит относился к Виндману, Ветеран Пурпурного сердца, который стал центральной фигурой в процедуре импичмента Трампа в Конгрессе после того, как дал показания, что слышал, как Трамп оказывал давление на президента Украины, чтобы тот расследовал дело сына одного из его главных политических соперников, бывшего вице-президента Джо Байдена. 
После победы Байдена на президентских выборах в США в 2020 году Блэкберн поддержал заявления Трампа о победе и собрал средства для поддержки усилий кампании Трампа по отмене результатов выборов в суде. В интервью 20 ноября она кратко назвала Байдена «избранным президентом», но позже опровергла это как ошибку. 2 января 2021 г. Блэкберн и еще 10 сенаторов-республиканцев объявили, что будут голосовать против утверждения результатов выборов 6 января, совместного заседания Конгресса, на котором происходит подтверждение президентских выборов, сославшись на ложные обвинения в массовых фальсификациях выборов, нарушения и неконституционные изменения в законах о голосовании и ограничениях на голосование. Но после того, как в тот день толпа сторонников Трампа яростно штурмовала Капитолийский холм, она проголосовала за подтверждение результатов выборов. 